# Acacia hunteri
Acacia hunteri är en ärtväxtart som beskrevs av Daniel Oliver. Acacia hunteri ingår i släktet akacior, och familjen ärtväxter. Inga underarter finns listade i Catalogue of Life.